# Stefanowo (powiat czarnkowsko-trzcianecki)
Stefanowo – osada w Polsce położona w województwie wielkopolskim, w powiecie czarnkowsko-trzcianeckim, w gminie Krzyż Wielkopolski.